# Mark Feuerstein
Mark Feuerstein, född 8 juni 1971, är en amerikansk skådespelare. Feuerstein slog igenom i TV-serien Loving. Han har även medverkat i filmerna Magiska systrar och Vad kvinnor vill ha. Han har också spelat läkare i TV-serierna 3 lbs och Royal Pains.
Mark Feuerstein är gift sedan 2005 och har tre barn.

## Filmografi i urval
- 1995–1996 - Loving
- 1996–1997 - Singel i stan
- 1998 – Magiska systrar
- 1999 -	Sex and the City
- 2000 - Vad kvinnor vill ha
- 2000 - Ally McBeal
- 2000 – Rules of Engagement
- 2001–2005 - Vita huset
- 2005 – I hennes skor
- 2005 -	Law & Order
- 2006 - 3 lbs
- 2008 – Motstånd
- 2009–2016 - Royal Pains
- 2015 - Nurse Jackie
- 2016 -	Prison Break